# 聖海倫納
弗拉維亞·朱莉婭·海倫娜（英語：Flavia Julia Helena，246/248年—330年），也被稱為君士坦丁堡的海倫娜（英語：Helena of Constantinople），在基督教中被稱為聖海倫娜（英語：Saint Helena），是罗马帝国西部皇帝（四帝共治制）君士坦提烏斯一世的前任妻子。她有名的事迹是在272年生下了寬容基督教的罗马皇帝君士坦丁大帝，以及在基督宗教傳說中找到了真十字架，因此她在天主教及東正教都被視作聖人。

## 早年生活
海倫納的出身地點在歷史上並未有定論，不過最早提及她的出生地的人是六世紀的史學家普羅科匹厄斯，他宣稱海倫納出身自小亞細亞比提尼亞的德帕那姆（Drepanum）。這個論點是基於她的兒子君士坦丁在她於330年死後，將該地區改名作海倫納堡這點。但此說遭到近代拜占庭研究者西里爾·曼戈反駁，曼戈認為海倫納堡只是君士坦丁為了固化君士坦丁堡的通訊系統而加強建設，並為了紀念其亡母而以她命名，並非基於該地為海倫納的出生地而命名。此外在G·K·卻斯特頓的著作《英國簡史》中則提及海倫納在英國傳說中被視為不列顛人。此說的起源可能是蒙茅斯的杰弗里在其著作《不列颠诸王史》提及海倫納是寇爾王之女的記載。
凱撒利亞的主教兼歷史學家尤西比烏斯表示，海倫娜從敘利亞巴勒斯坦行省返回時大約80歲。由於那次旅程可追溯到326-28年，因此她可能出生於246年至249年左右。有關她社會背景的資訊普遍表明她來自下層階級。根據歐特羅皮烏斯的《Breviarium》（簡要彙編），她出身卑微。米蘭主教安波羅修在4世紀末的著作中稱她為“stabularia”，該術語被翻譯為“馬厩女僕”或“旅館女僕”。他將此評論視為一種美德，稱海倫娜為“好馬厩女僕”，可能是為了將她與該群體典型的性放蕩進行對比。

## 君士坦提烏斯的前妻

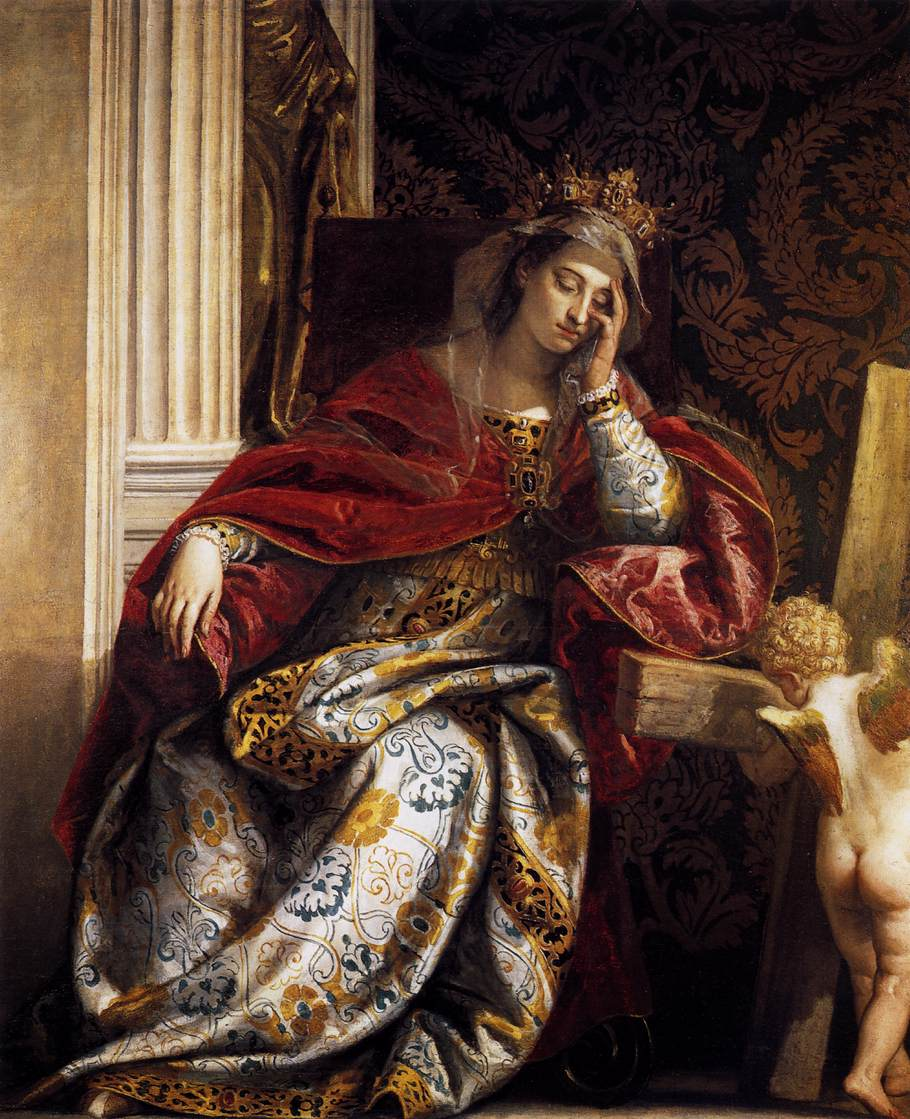
《做夢的聖海倫納》，保羅·委羅內塞於1580年繪

目前尚不清楚海倫娜在哪裡第一次結識君士坦提烏斯。歷史學家蒂莫西·巴恩斯認為，君士坦提烏斯在羅馬皇帝奧勒良麾下服役時（三世紀危機），可能在駐紮小亞細亞參加征服割據政權芝諾比婭女皇的帕米拉帝國時見過她。據說，兩人見面時都戴著一模一樣的銀手鐲。君士坦提烏斯將她視為眾神賜給他的靈魂伴侶。巴恩斯提請注意尼科米底亞的一位奧勒良保護者的墓誌銘，這可能表明奧勒良皇帝在公元270年之後不久曾出現在比提尼亞。海倫娜和君士坦提烏斯之間關係的確切法律性質也不得而知。消息來源在這一點上是模棱兩可的，有時稱海倫娜·康斯坦提烏斯為“妻子”，有時，在君士坦丁的內戰對手馬克森提烏斯的輕蔑宣傳之後，稱她為父親的「妾」。
一些學者，例如歷史學家簡·德里弗斯（Jan Drijvers），斷言君士坦提烏斯和海倫娜是通過普通法婚姻結合在一起的，這種同居關係事實上得到承認，但在法律上卻沒有被承認。其他人，例如蒂莫西·巴恩斯，斷言君士坦提烏斯和海倫娜是透過正式婚姻結合在一起的，理由是聲稱正式婚姻的消息來源更可靠。
海倫娜於270年（可能在272年左右）不久後的一個不確定年份的2月27日在納伊蘇斯（今塞爾維亞尼什）生下了未來的皇帝君士坦丁一世。為了找到一個更符合他不斷上升的地位的妻子，君士坦提烏斯在公元289年之前與海倫娜離婚，當時他娶了帝國西部奧古斯都（皇帝）馬克西米安的女兒狄奧多拉。敘述資料來源將這段婚姻追溯到293年，當時君士坦提烏斯被任命為馬克西米安的凱撒（副手兼繼承人，參見四帝共治制），但289年的拉丁頌詞稱這對新人已經結婚了。海倫娜和她的兒子被派往位於尼科米底亞的帝國東部奧古斯都戴克里先的宮廷，君士坦丁在那裡成長為帝國核心圈子的成員。海倫娜從未再婚，一度默默無聞，但與她唯一的兒子關係密切，兒子對她懷有深深的敬意和感情。

### 皇太后

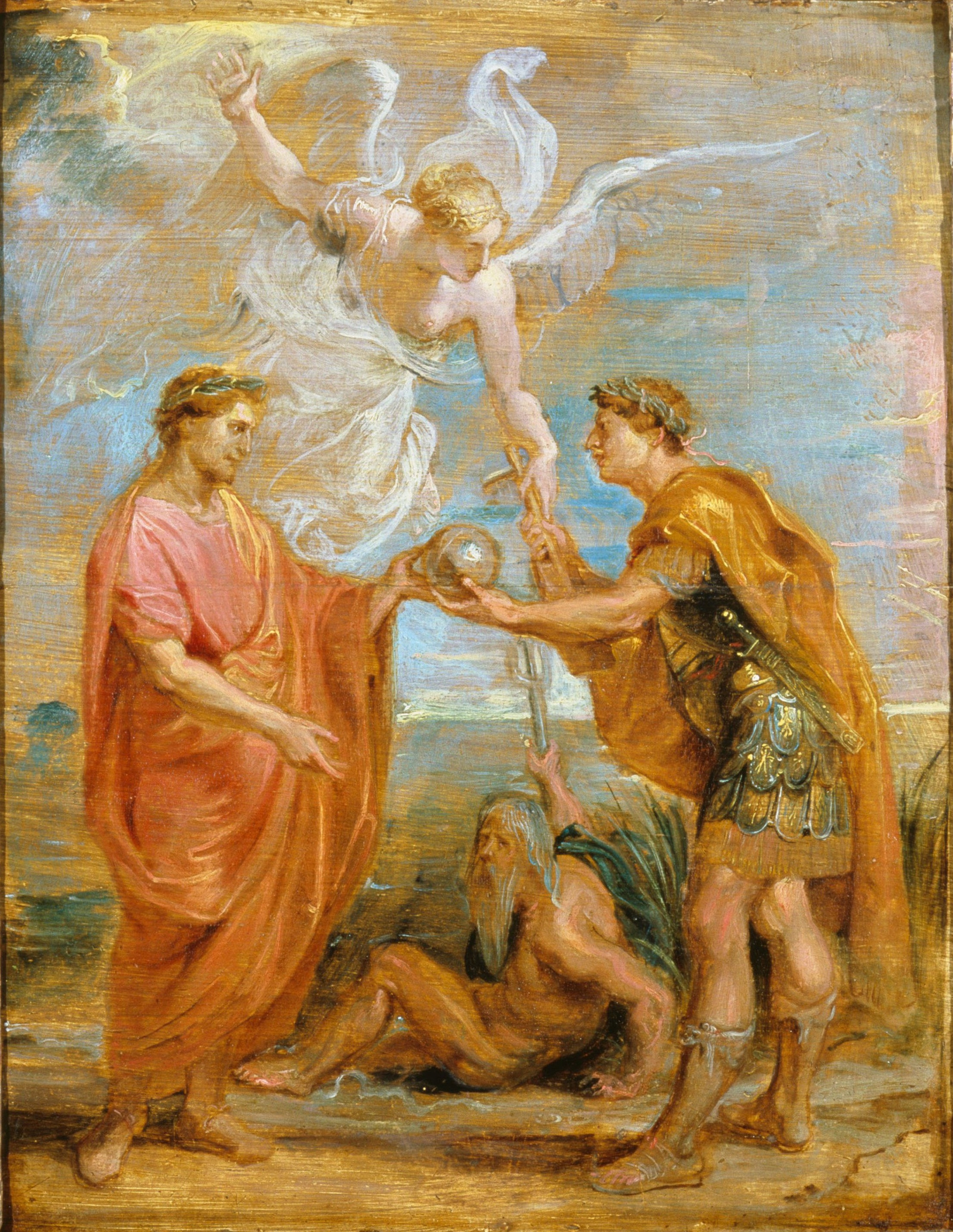
「君士坦提烏斯任命君士坦丁為繼任者」，彼得·保羅·魯本斯繪於1622年

於305年繼任帝國西部奧古斯都的君士坦提烏斯於306年過世後，君士坦丁被父皇的軍隊擁立為西部奧古斯都。君士坦丁擊敗其他簒位者赢得內戰繼位後，海倫娜於312年重返公眾生活，重返宮廷。她出現在描繪君士坦丁一家的鷹浮雕中，可能是為了紀念君士坦丁之子君士坦丁二世於316年夏天的出生。

## 敬禮

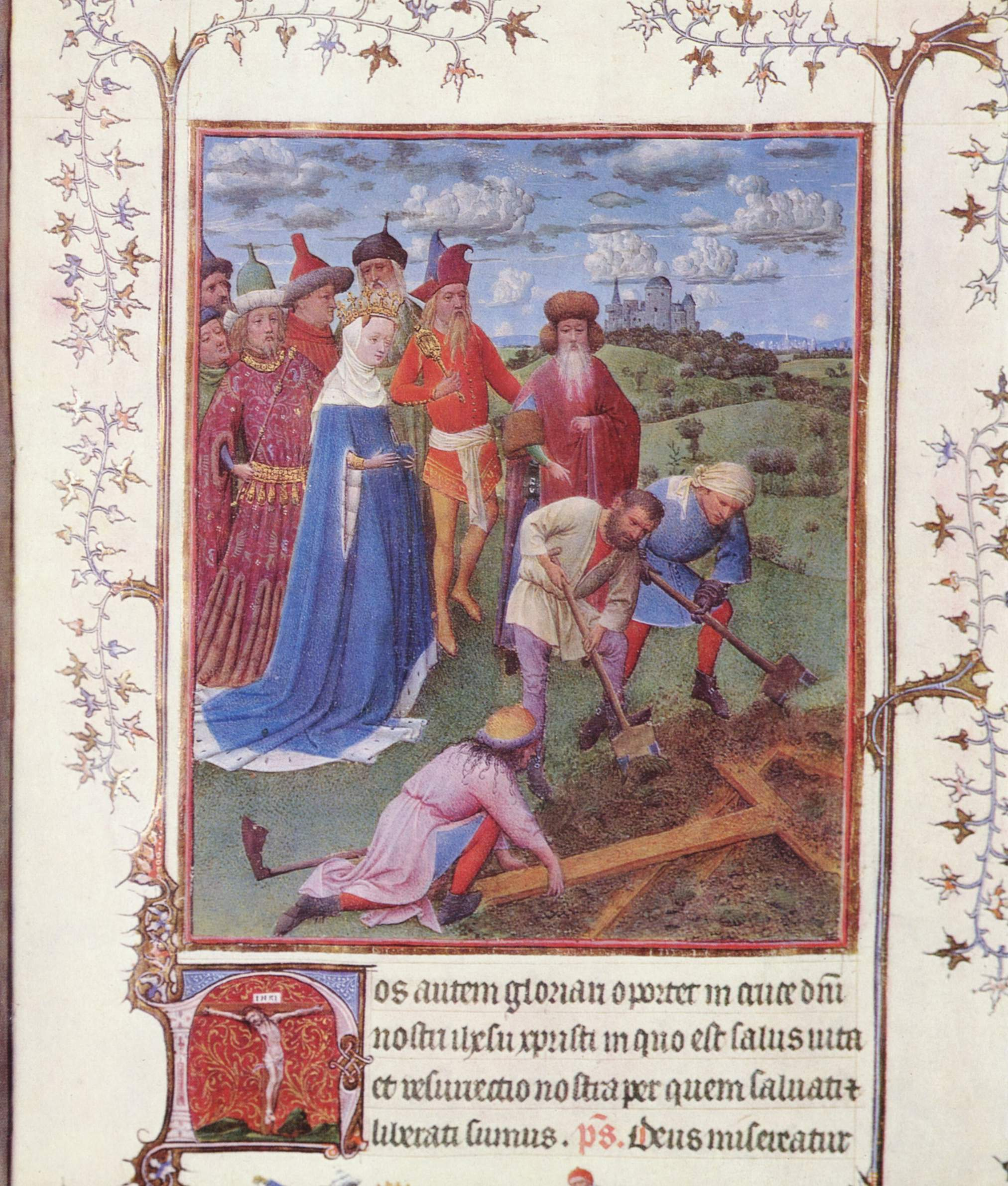
聖海倫納找尋真十字架
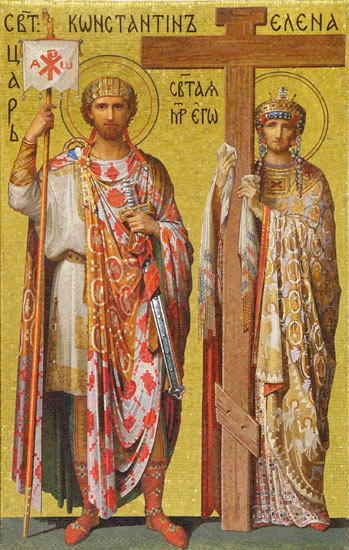
君士坦丁大帝和聖海倫納]]
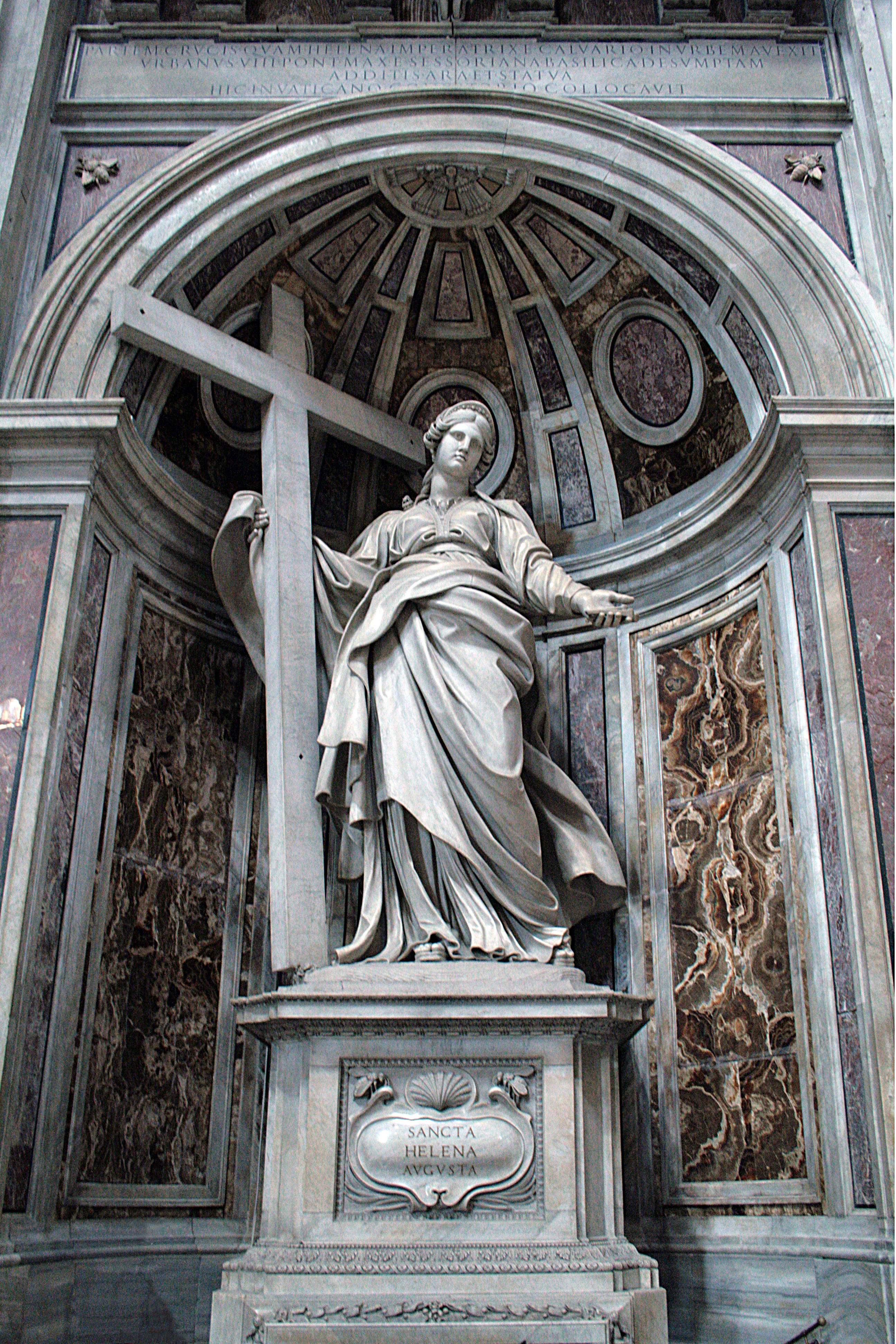
聖海倫納，位於聖伯多祿大殿
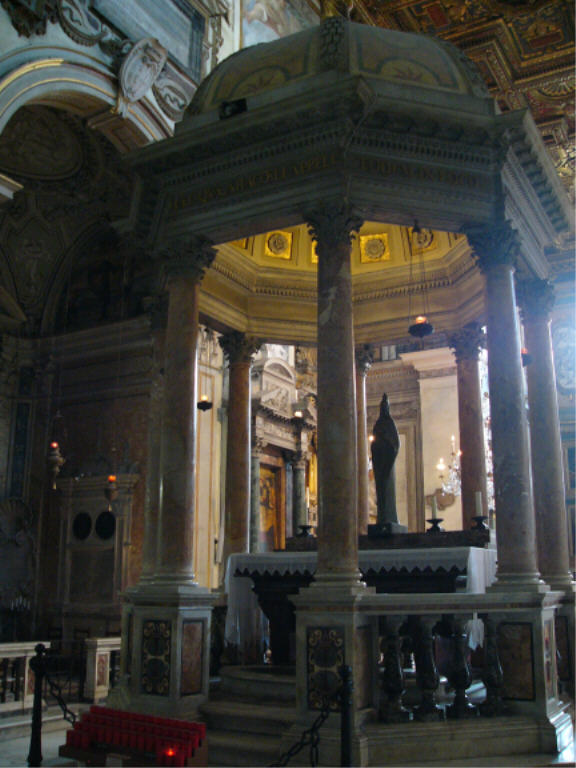
聖海倫納，位於天壇聖母堂
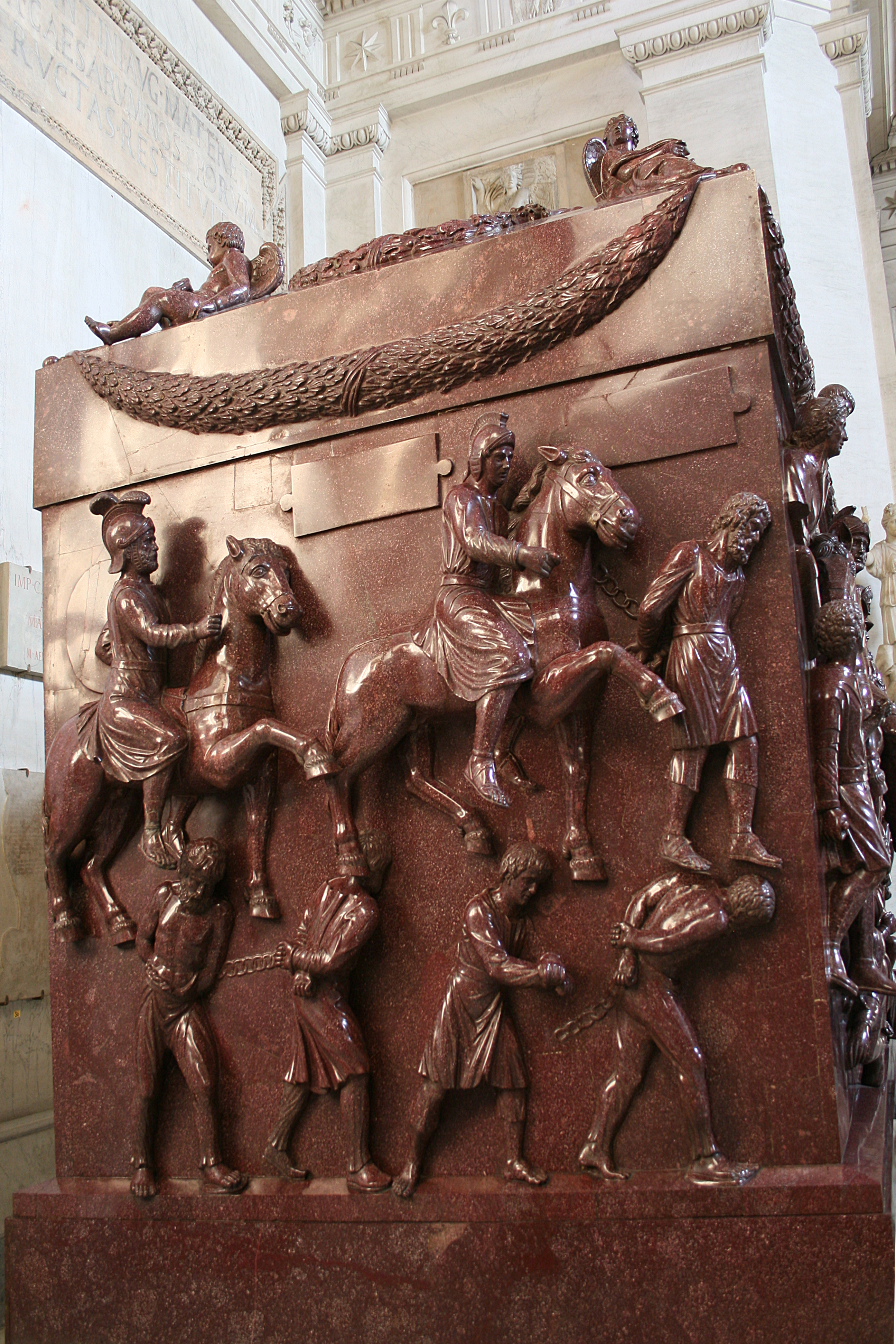
聖海倫納石棺，位於梵蒂岡博物館

天壇聖母堂葬著聖海倫納的遺體。東正教傳統認為她死後2年，骨灰被移葬到君士坦丁堡。
特里爾主教座堂用聖海倫納宮殿的一部分建造的主教教堂，命名為聖彼得（St. Peter）。1356年，查理四世皇帝，贈予聖海倫納頭骨（放在教堂地穴）、耶穌外衣。。
拉特朗聖若望大殿大門正上方，有高於一切的聖海倫納聖像。是最古老、排名第一的特級宗座教堂。
聖海倫納死後，君士坦丁大帝就正式遷都君士坦丁堡，7年後死亡，臨死前受洗。
法國南部，聖海倫納是閃電、雷、火主保聖人；阿爾卑斯山和萊茵河地區，是礦工的主保聖人。在塞浦路斯，聖海倫納顯現驅逐了島上毒蛇；在黎巴嫩，顯靈於君士坦丁堡頂丘陵火災中。
聖海倫納在大多數的教會都有被敬禮。慶日：
- 東正教：3月6日
- 信義會：5月21日
- 天主教會：8月18日